# Tabor (rzeka)
Tabor (dawniej: Morbach, Mormawa, od końca XVII wieku Taba, następnie od XIX jako Tabor i w dolnym biegu jako Morwawa. – rzeka w województwie podkarpackim, lewy dopływ Wisłoka. Jej długość wynosi 27,9 km, a powierzchnia dorzecza 109,2 km².

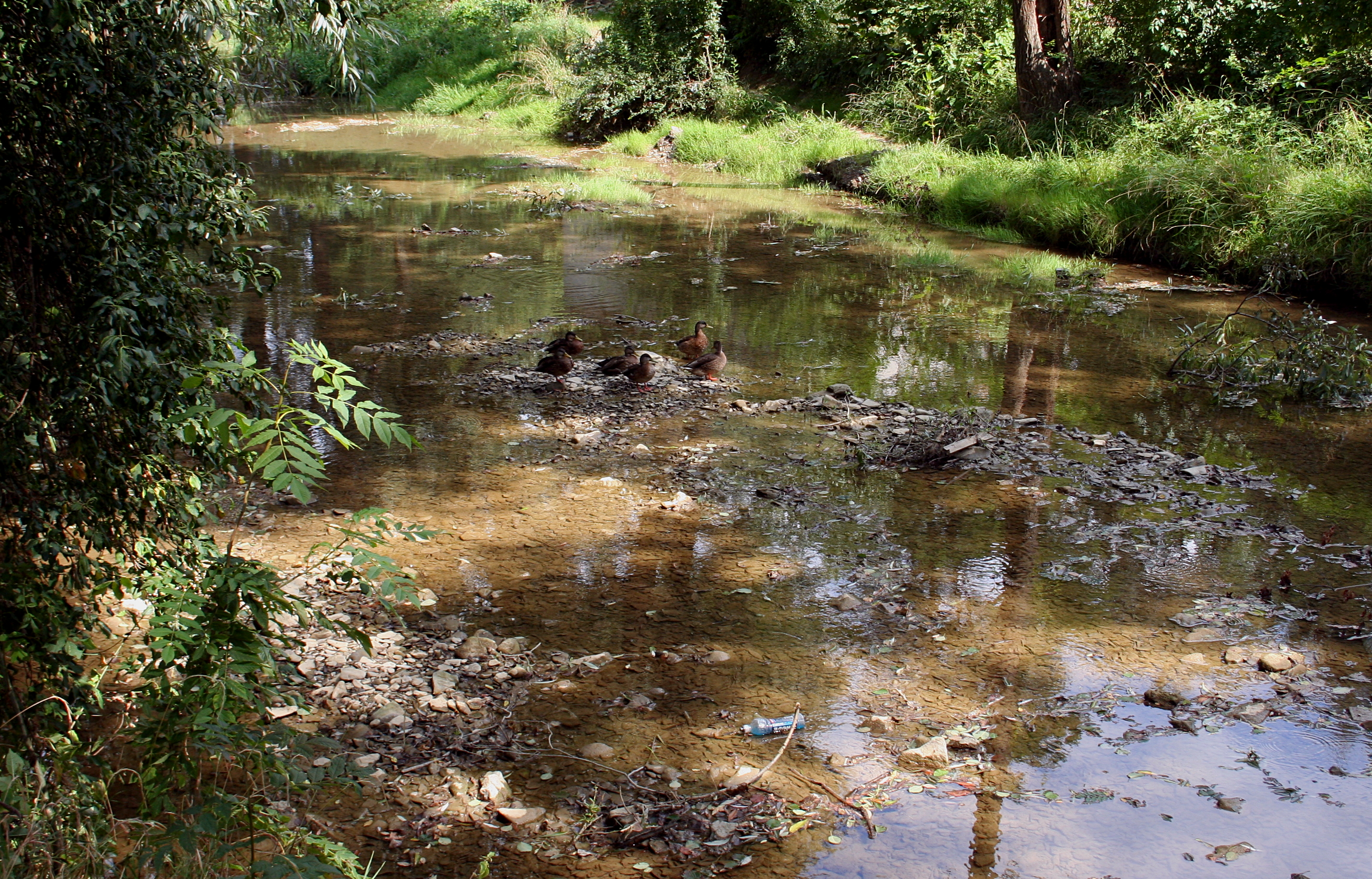
Tabor w Rymanowie

Górna część biegu w Beskidzie Niskim. Źródła na wysokości ok. 570 m n.p.m., na północnym skłonie Przełęczy Szklarskiej. Spływa początkowo w kierunku północno-północno-wschodnim. Pomiędzy Desznem a Rymanowem przecina Wzgórza Rymanowskie, po czym zmienia kierunek na północny i meandrując płynie przez tereny Dołów Jasielsko-Sanockich. Na wysokości Haczowa (przysiółek Morawa) skręca ku północnemu zachodowi i w zachodniej części wsi Iskrzynia, na wysokości około 268 m n.p.m., uchodzi do Wisłoka. W uzdrowisku Rymanów-Zdrój bieg rzeki jest uregulowany.
Średni wieloletni stan wody w pobliżu ujścia (Iskrzynia) wynosi 227 cm przy przepływie około 1,8 m³/s, najniższy zanotowany: 188 cm, najwyższy zanotowany: 643 cm.
Jak pisał znany krajoznawca Mieczysław Orłowicz, którego rodzice w latach 1895-1904 mieszkali w Rymanowie i który tam spędzał w tym czasie wszystkie wakacje, "Rzeczka była mała, w dniach letnich toczyła niewielką ilość wody, i to zanieczyszczonej często ropą naftową ze źródeł naftowych w górnym biegu Taby. Dno było kamieniste, nieprzyjemne do kąpieli. W okresie letnich ulew, które często przybierają postać oberwania się chmury, Taba stawała się na kilka godzin nawet groźna i niebezpieczna. Zalewała i obrywała brzegi, znosiła chaty wiejskie i stodoły, zabierała z przybrzeżnych łąk sterty siana, zrywała mostki. Wyrządzała więc duże szkody nie tylko w Rymanowie, mieście położonym na górze, ale w jego obydwu przedmieściach, które leżały wzdłuż Taby na południe i na północ od Rymanowa."
Najstarsze źródła wymieniają rzekę pod następującymi nazwami: in fluviis dictis Morbach et Redisschow - 1376, in fluviis Morbach - 1388, fluvii Murmawa - 1389